# Acropora variolosa
Acropora variolosa е вид корал от семейство Acroporidae. Видът не е застрашен от изчезване.

## Разпространение и местообитание
Разпространен е в Джибути, Египет, Еритрея, Йемен, Израел, Йордания, Мадагаскар, Оман, Саудитска Арабия, Сомалия и Судан.
Обитава крайбрежията на океани, морета, заливи и рифове.

## Описание
Популацията на вида е намаляваща.